# Amsterdamsche Football Club Ajax 2014-2015
Questa voce raccoglie le informazioni riguardanti l'Amsterdamsche Football Club Ajax nelle competizioni ufficiali della stagione 2014-2015.

## Stagione
La stagione comincia con la sconfitta nella Johan Cruijff Schaal contro il PEC Zwolle, mentre in Champions League gli olandesi vengono inseriti direttamente nel gruppo F insieme a Barcellona e PSG e APOEL Nicosia. Pareggiate le prime due gare con i francesi e con i ciprioti arrivano poi tre sconfitte consecutive, tuttavia la vittoria casalinga per 4-0 nell'ultima giornata contro l'APOEL significa qualificazione ai sedicesimi di Europa League; la gara è anche la numero 50 nella competizione (24 vittorie, 12 pareggi e 14 sconfitte). Nel cammino nella seconda manifestazione continentale l'Ajax supera i polacchi del Legia Varsavia, ma viene poi eliminato dal Dnipro agli ottavi. In Coppa d'Olanda la squadra viene eliminata agli ottavi di finale dal Vitesse (che vince l'incontro per 4-0), mentre in campionato si classifica al secondo posto, pur a 17 punti dai campioni del PSV.

## Organigramma societario
Area direttiva
- Presidente:  Hennie Henrichs

Area tecnica
- Allenatore:  Frank de Boer

## Rosa
| N. |                        | Ruolo | Calciatore                  |
| -- | ---------------------- | ----- | --------------------------- |
| 2  | Paesi Bassi (bandiera) | D     | Ricardo van Rhijn           |
| 3  | Paesi Bassi (bandiera) | D     | Joël Veltman                |
| 5  | Danimarca (bandiera)   | D     | Nicolai Boilesen (capitano) |
| 6  | Paesi Bassi (bandiera) | D     | Mike van der Hoorn          |
| 7  | Danimarca (bandiera)   | A     | Viktor Fischer              |
| 8  | Paesi Bassi (bandiera) | C     | Daley Sinkgraven            |
| 9  | Islanda (bandiera)     | A     | Kolbeinn Sigþórsson         |
| 10 | Paesi Bassi (bandiera) | C     | Davy Klaassen               |
| 11 | Paesi Bassi (bandiera) | A     | Ricardo Kishna              |
| 12 | Paesi Bassi (bandiera) | D     | Jairo Riedewald             |
| 16 | Danimarca (bandiera)   | C     | Lucas Andersen              |
| 18 | Croazia (bandiera)     | A     | Robert Murić                |
| 19 | Polonia (bandiera)     | A     | Arkadiusz Milik             |

| N. |                        | Ruolo | Calciatore         |
| -- | ---------------------- | ----- | ------------------ |
| 20 | Danimarca (bandiera)   | C     | Lasse Schøne       |
| 21 | Paesi Bassi (bandiera) | A     | Anwar El Ghazi     |
| 22 | Paesi Bassi (bandiera) | P     | Jasper Cillessen   |
| 23 | Paesi Bassi (bandiera) | D     | Kenny Tete         |
| 25 | Sudafrica (bandiera)   | C     | Thulani Serero     |
| 26 | Paesi Bassi (bandiera) | D     | Nick Viergever     |
| 27 | Paesi Bassi (bandiera) | C     | Riechiedly Bazoer  |
| 30 | Paesi Bassi (bandiera) | A     | Richairo Živković  |
| 31 | Paesi Bassi (bandiera) | P     | Peter Leeuwenburgh |
| 32 | Danimarca (bandiera)   | C     | Niki Zimling       |
| 33 | Paesi Bassi (bandiera) | P     | Diederik Boer      |

## Risultati

### Campionato

#### Girone di andata
| 10 agosto 2014, ore 14:30 1ª giornata | Ajax | 4 – 1 | Vitesse |  |

| 17 agosto 2014, ore 12:30 2ª giornata | AZ Alkmaar | 1 – 3 | Ajax |  |

| 24 agosto 2014, ore 16:45 3ª giornata | Ajax | 1 – 3 | PSV |  |

| 31 agosto 2014, ore 14:30 4ª giornata | Groningen | 2 – 0 | Ajax |  |

| 13 settembre 2014, ore 18:30 5ª giornata | Ajax | 2 – 1 | Heracles Almelo |  |

| 21 settembre 2014, ore 14:30 6ª giornata | Feyenoord | 0 – 1 | Ajax |  |

| 27 settembre 2014, ore 18:30 7ª giornata | NAC Breda | 2 – 5 | Ajax |  |

| 5 ottobre 2014, ore 16:45 8ª giornata | Ajax | 0 – 0 | PEC Zwolle |  |

| 18 ottobre 2014, ore 20:45 9ª giornata | Twente | 1 – 1 | Ajax |  |

| 25 ottobre 2014, ore 20:45 10ª giornata | Ajax | 3 – 1 | Go Ahead Eagles |  |

| 1 novembre 2014, ore 18:30 11ª giornata | Ajax | 4 – 0 | Dordrecht |  |

| 9 novembre 2014, ore 12:30 12ª giornata | Cambuur | 2 – 4 | Ajax |  |

| 22 novembre 2014, ore 20:45 13ª giornata | Ajax | 4 – 1 | Heerenveen |  |

| 30 novembre 2014, ore 12:30 14ª giornata | ADO Den Haag | 1 – 1 | Ajax |  |

| 6 dicembre 2014, ore 20:45 15ª giornata | Ajax | 5 – 0 | Willem II |  |

| 14 dicembre 2014, ore 12:30 16ª giornata | Ajax | 3 – 1 | Utrecht |  |

| 21 dicembre 2014, ore 14:30 17ª giornata | Excelsior | 0 – 2 | Ajax |  |

#### Girone di ritorno
| 16 gennaio 2015, ore 20:00 18ª giornata | Ajax | 2 – 0 | Groningen |  |

| 25 gennaio 2015, ore 12:30 19ª giornata | Ajax | 0 – 0 | Feyenoord |  |

| 1 febbraio 2015, ore 14:30 20ª giornata | Vitesse | 1 – 0 | Ajax |  |

| 5 febbraio 2015, ore 20:45 21ª giornata | Ajax | 0 – 1 | AZ Alkmaar |  |

| 8 febbraio 2015, ore 14:30 22ª giornata | Go Ahead Eagles | 1 – 2 | Ajax |  |

| 15 febbraio 2015, ore 16:45 23ª giornata | Ajax | 4 – 2 | Twente |  |

| 22 febbraio 2015, ore 14:30 24ª giornata | Willem II | 1 – 1 | Ajax |  |

| 1 marzo 2015, ore 16:45 25ª giornata | PSV | 1 – 3 | Ajax |  |

| 8 marzo 2015, ore 14:30 26ª giornata | Ajax | 1 – 0 | Excelsior |  |

| 15 marzo 2015, ore 14:30 27ª giornata | Heerenveen | 1 – 4 | Ajax |  |

| 22 marzo 2015, ore 16:45 28ª giornata | Ajax | 1 – 0 | ADO Den Haag |  |

| 5 aprile 2015, ore 12:30 29ª giornata | Utrecht | 1 – 1 | Ajax |  |

| 11 aprile 2015, ore 20:45 30ª giornata | Heracles Almelo | 0 – 2 | Ajax |  |

| 19 aprile 2015, ore 14:30 31ª giornata | Ajax | 0 – 0 | NAC Breda |  |

| 26 aprile 2015, ore 14:30 32ª giornata | PEC Zwolle | 1 – 1 | Ajax |  |

| 10 maggio 2015, ore 14:30 33ª giornata | Ajax | 3 – 0 | Cambuur |  |

| 17 maggio 2015, ore 14:30 34ª giornata | Dordrecht | 2 – 1 | Ajax |  |

### KNVB Beker
| Amsterdam 24 settembre 2014, ore 18:30 CEST Secondo turno                                              | JOS       | 0 – 9 referto                                                        | Ajax | Stadio Olimpico |
| \| \| \| \| \| \| Marcatori \| 22’, 26’, 62’, 82’, 87’, 88’ Milik 24’ Andersen 64’ Kishna 70’ Menig \| |           |                                                                      |      |                 |
| |           |                                                                      |      |                 |
| | Marcatori | 22’, 26’, 62’, 82’, 87’, 88’ Milik 24’ Andersen 64’ Kishna 70’ Menig |      |                 |

| Urk 28 ottobre 2014, ore 19:30 CEST Terzo turno                                 | Urk       | 0 – 4 referto                                 | Ajax | Sportpark De Vormt |
| \| \| \| \| \| \| Marcatori \| 34’ Duarte 37’ (rig.), 40’ Milik 86’ Zivkovic \| |           |                                               |      |                    |
|                                                                                 |           |                                               |      |                    |
|                                                                                 | Marcatori | 34’ Duarte 37’ (rig.), 40’ Milik 86’ Zivkovic |      |                    |

| Arbitro: | Bas Nijhuis |

|  |           |                                               |
|  | Marcatori | 22’, 57’ Traoré 45+1’ Labyad 60’ Q'azaishvili |

### Johan Cruijff Schaal
| Arbitro: | Danny Makkelie |

|             |           |  |
| Nijland 54’ | Marcatori |  |

### UEFA Champions League

#### Fase a gironi
| Arbitro: | Wolfgang Stark |

|            |           |            |
| Schöne 74’ | Marcatori | 14’ Cavani |

| Arbitro: | Milorad Mažić |

|                    |           |              |
| Manduca 31’ (rig.) | Marcatori | 28’ Andersen |

| Arbitro: | William Collum |

|                                  |           |              |
| Neymar 7’ Messi 24’ Sandro 90+4’ | Marcatori | 88’ El Ghazi |

| Arbitro: | Pedro Proença |

|  |           |                |
|  | Marcatori | 36’, 76’ Messi |

| Arbitro: | Matej Jug |

|                                 |           |              |
| Cavani 33’, 83’ Ibrahimović 78’ | Marcatori | 67’ Klaassen |

| Arbitro: | Carlos Velasco Carballo |

|                                                 |           |  |
| Schöne 45+1’ (rig.), 50’ Klaassen 53’ Milik 74’ | Marcatori |  |

### UEFA Europa League

#### Fase a eliminazione diretta

##### Sedicesimi di finale
| Arbitro: | Jonas Eriksson |

|           |           |  |
| Milik 35’ | Marcatori |  |

| Arbitro: | David Fernández Borbalán |

|  |           |                              |
|  | Marcatori | 11’, 43’ Milik 13’ Viergever |

##### Ottavi di finale
| Arbitro: | Ivan Bebek |

|             |           |  |
| Zozulja 30’ | Marcatori |  |

| Arbitro: | Aljaksej Kul'bakoŭ |

|                               |           |                 |
| Bazoer 60’ Van Der Hoorn 117’ | Marcatori | 97’ Konoplyanka |

## Statistiche

### Statistiche di squadra
| Competizione         | Punti | Totale | Totale | Totale | Totale | Totale | Totale |
| Competizione         | Punti | G      | V      | N      | P      | Gf     | Gs     |
| -------------------- | ----- | ------ | ------ | ------ | ------ | ------ | ------ |
| Eredivisie           | 71    | 34     | 21     | 8      | 5      | 69     | 29     |
| KNVB beker           | -     | 3      | 2      | 0      | 1      | 14     | 4      |
| Johan Cruijff Schaal | -     | 1      | 0      | 0      | 1      | 0      | 1      |
| Champions League     | 5     | 6      | 1      | 2      | 3      | 8      | 10     |
| Europa League        | -     | 4      | 3      | 0      | 1      | 6      | 2      |
| Totale               |       | 48     | 27     | 10     | 11     | 97     | 46     |